# Altzaghèna
Altzaghèna (en italià Arzachena) és un municipi sard, situat a la regió de Sardenya i a la província de Sàsser. L'any 2007 tenia 12.241 habitants. Forma part de la Gal·lura i és la capital administrativa de l'àrea turística de la Costa Esmeralda. Limita amb els municipis de Luogosanto, Luras, Olbia, Palau, Sant'Antonio di Gallura i Tempio Pausania.

## Administració
| Període | Identitat                | Partit        |
| ------- | ------------------------ | ------------- |
| 2005-   | Stefano Piero Filigheddu | Llista cívica |